# بخش د لا کالدرا
بخش د لا کالدرا (به اسپانیایی: Departamento de La Caldera) یک منطقهٔ مسکونی در آرژانتین است که در استان سالتا واقع شده‌است. بخش د لا کالدرا ۸۶۷ کیلومتر مربع مساحت و ۵٬۷۱۱ نفر جمعیت دارد.